# Звезда (Свердловская область)
Звезда — посёлок в Слободо-Туринском районе Свердловской области России, входит в состав муниципального образования «Ницинское сельское поселение».

## Географическое положение
Посёлок Звезда муниципального образования «Слободо-Туринского района» Свердловской области расположен в 13 километрах (по автотрассе в 14 километрах) к западу от села Туринская Слобода, в урочище Тимошино, на водоразделе рек Тура и Ница. В окрестностях посёлка, в 2 километрах к востоку расположено болото Власенное.

## История посёлка
Посёлок основан в 1922 году как сельскохозяйственная коммуна.
В настоящее время посёлок входит в состав муниципального образования «Ницинское сельское поселение».

## Население
| 2002 | 2010 | 2021 |
| ---- | ---- | ---- |
| 265  | ↘218 | ↘169 |